# Przyjaciele Boga
Przyjaciele Boga – zbiór homilii św. Josemarii Escrivy, założyciela Opus Dei. Wydana pośmiertnie, w 1977 r. w języku hiszpańskim. Zawiera 18 homilii.
Jej łączny światowy nakład w różnych językach, to 400 tys. egzemplarzy (2005). Po polsku ukazało się ponad 20 tys. egzemplarzy.